# Serapias orientalis apulica
La serapide orientale pugliese (Serapias orientalis subsp. apulica H.Baumann & Künkele, 1989) è una pianta appartenente alla famiglia delle Orchidacee, endemica della Puglia.

## Descrizione
È una pianta erbacea geofita bulbosa con fusto alto 12–25 cm, verde alla base, soffuso di porpora all'apice.
L'infiorescenza, compatta, raggruppa da 2 a 6 fiori.
I sepali e i petali sono riuniti a formare un casco. Il labello è di colore bruno-rossastro, talora tendente al purpureo, con ipochilo reniforme, racchiuso completamente nel casco tepalico, ed epichilo lanceolato, densamente ricoperto al da una peluria rossastra.
S. orientalis subsp. apulica si differenzia da S. orientalis subsp. siciliensis per un labello di maggiori dimensioni, con epichilo più lanceolato, decisamente più stretto dell'ipochilo.
Fiorisce da marzo ad aprile.

## Biologia
Come la maggior parte delle specie di Serapias si riproduce per impollinazione entomofila grazie all'opera degli insetti pronubi cui offre riparo all'interno del casco tepalico.

## Distribuzione e habitat
Ha un areale ristretto alla Puglia, ove è presente dal Gargano al Salento.
Cresce in garighe, macchie, pascoli, uliveti, da 0 a 300 m di altitudine.

## Tassonomia
Appartiene alla sezione Bilamellaria - gruppo Serapias vomeracea, insieme di entità contraddistinte da callosità basale del labello divisa in due parti divergenti.
Alcuni autori considerano questa entità al rango di specie come Serapias apulica mentre il Gruppo Italiano per la Ricerca sulle Orchidee Spontanee (GIROS)la classifica come sottospecie.
Il numero cromosomico di Serapias orientalis apulica è 2n=36.

### Ibridi
Questa entità da talora luogo ad ibridi con altre specie di Serapias
- Serapias × garganica H.Baumann & Künkele, (1989) (S. orientalis subsp. apulica × S. vomeracea)
- Serapias × gennaioi Turco & Medagli (2012) (Serapias cordigera ×S. orientalis subsp. apulica)[5]

Sono stati inoltre descritti ibridi intergenerici con alcune specie di Anacamptis:
- × Serapicamptis ducoroniae (P.Delforge) J.M.H.Shaw, 2005 (A. morio × S. orientalis subsp. apulica)